# O Jardim Secreto

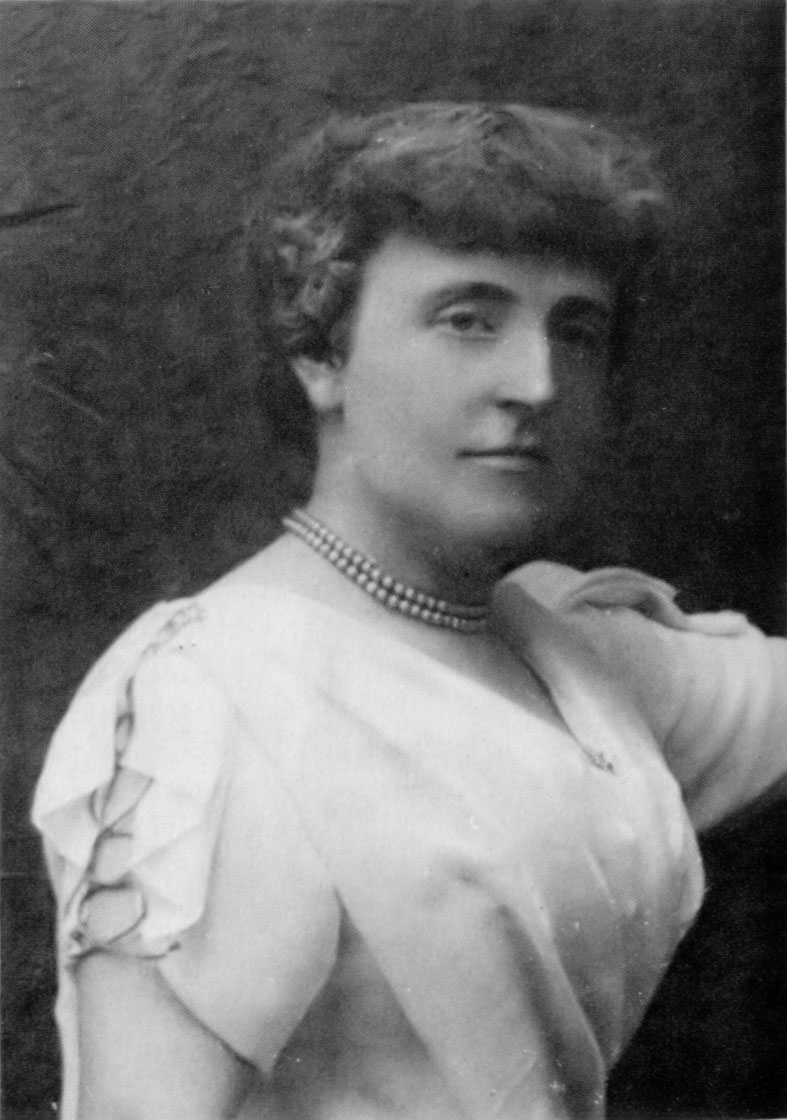
Frances Hodgson Burnett em 1901

O Jardim Secreto é um livro infantil da autora inglesa Frances Hodgson Burnett, primeiramente publicado completo em 1911. É considerado a mais importante obra de Frances Hodgson Burnett, pois é o primeiro livro no qual um garoto e uma garota são os personagens principais. Além disso é um dos poucos livros que trazem personagens apáticos ao começo da obra.
Em 1987, foi lançado como filme direto para a TV. Existe também a versāo do filme de 1993, O Jardim Secreto, dirigido pela polonesa Agnieszka Holland e a versão de 2020, The Secret Garden (2020 film), dirigido pelo inglês Marc Munden. 
Em 2023, o SBT adquiriu os direitos da obra e adaptou o texto para a produção da telenovela A Caverna Encantada, estreando no segundo semestre de 2024.

## Enredo
Mary Lennox era uma menina criada por uma babá (ama) na Índia, ela recebia tudo o que queria de seus criados. Porém, veio uma epidemia de cólera, e seus pais e sua babá acabaram morrendo. Mary foi então trazida à Inglaterra para viver com seu tio, Archibald Craven, que passou a deter sua guarda.
Seu tio tinha atitudes semelhantes a de seus pais: ele quase nunca ficava em casa, inclusive a esqueceu em sua viagem, mas preocupava-se sempre em lhe garantir tudo que precisava. Em sua educação colaborava também a criada Martha. Uma vez que não havia coisa alguma para se brincar, restava-lhe apenas a possibilidade de brincar lá fora.
Um belo dia Mary encontrou o Jardim Secreto, que estava fechado há dez anos. A todos era proibido entrar no Jardim, mas Mary muito curiosa resolveu entrar. Logo após conheceu Dickon (irmão de Martha), ela ouvia várias histórias que Martha contara a ela. Então Mary resolveu contar a Dickon sobre a descoberta do jardim que há dez anos ninguém entrava.
Em uma noite turbulenta ela encontrou Colin, seu primo, filho do Sr. Craven. Como todos acreditavam que ele iria logo morrer, todos os seus desejos e vontades eram realizados. Entretanto Mary não sentia pena ele, muito pelo contrário, quando ele ficava irritado, lhe dizia claramente o que pensava sobre seu comportamento.
Por fim Colin desejava ir ao Jardim, e então ficou mais forte e conseguiu finalmente andar, para impressionar seu pai. No Jardim todos os três se libertaram, cuidavam das plantas e faziam marcha; mas em casa Colin bancava o doente terminal, para que ele não fosse levado para seu pai tão cedo. Por fim Sr. Cravem voltou para casa em razão de uma "mágica" de seu filho. Ele encontrou o filho no Jardim e ambos voltaram para casa juntos no final. Mary era uma menina muito malcriada e mal humorada, até que descobriu que um simples sorriso pode nos fazer feliz, e a partir daí ela começou a mudar. Não radicalmente, é claro, mas tornou-se uma menina mais curiosa e interessada. Mary nos mostra como, com pequenas atitudes, pensamento positivo e praticidade, podemos alcançar aquilo que queremos. Ela era simplesmente uma criança, e agia como tal. E foi como criança que conseguiu ajudar seu primo Colin, modificando seu modo de pensar para que enfim se curasse. Ela mostrou que com uma pequena mudança de atitude podemos mudar toda uma situação. Talvez Colin estivesse realmente doente, talvez ele fosse morrer, no entanto ela se recusou a aceitar isso, e fez com que Colin também se recusasse a aceitar sua situação. Assim Colin ficou mais forte e conseguiu andar e ficar saudável.